# Karin Persdotter
Karin Persdotter, död 1653, var en svensk klok gumma och naturläkare som avrättades för häxeri. Hennes fall är en beskrivning av hur naturväsen av domstolar kunde omtolkas till att föreställa Satan.
Karin Persdotter beskrivs som en farlig gammal lösdrivande piga. Hon livnärde sig på att ta betalt för att bota sjukdomar, men anklagades för att också förorsaka dem. Hon ställdes inför rätta vid Uppvidinge häradsrätt 1653 åtalade för att ha umgänge med näcken. Hon anklagades för att ha lärt sig att åkalla näcken genom att offra mynt i vattendrag medan hon uttalade ramsor innehållande Satan och den heliga treenigheten. Av näcken ska hon sedan ha lärt sig framkalla sjukdomar. Hon anklagades för att ha gjort kalvar sjuka. Hennes utseende lades henne också till last vid rättegången, eftersom hon uppenbarligen såg "farlig" ut. Karin bekände att hon en gång hade lärt sig av en klok gumma hur hon skulle åkalla näcken och av honom lära sig framkalla sjukdom. Karin dömdes till döden för häxeri, avgudadyrkan och skademagi och domen fastställdes av Göta hovrätt.   